# La Motte-Fouquet
La Motte-Fouquet é uma comuna francesa na região administrativa da Normandia, no departamento Orne. Estende-se por uma área de 9,47 km². Em 2010 a comuna tinha 164 habitantes (densidade: 17,3 hab./km²).